# 찰리 맥더멋
찰리 맥더멋(Charlie McDermott, 1990년 4월 6일 ~ )은 미국의 배우이다.

## 영상 목록

### 영화
- 프로즌 리버 (2008)
- 카운트다운 (2019) - 스콧 역

### 텔레비전
- 헤크 패밀리 (2009-18)

## 음반 목록
- Some Things Fall Out of Your Hands (2020)
- Blind Warm Weight (2022)[1]